# 世纪广场站 (深圳)
世纪广场站是深圳有轨电车的一个中间站，位于中華人民共和國廣東省深圳市龍華區观湖街道大和路与求知路的交叉路口南端，邻近观澜世纪广场，於2017年10月28日随深圳有轨电车第一期线路开通而啟用。

## 车站结构
本车站有一个岛式月台，月台南端设有超级电容变压设备，月台与马路人行道无天桥连接，乘客需通过斑马线来往月台及人行道。

## 车站周边
本车站周边是龙华区的新的发展中心，机关、商业部门林立；还有为数不少的住宅区。
- 龙华区政府
- 观澜世纪广场
- 观澜美术馆
- 观湖街道办公室
- 深圳市市监委龙华市场监督局
- 天虹商场观澜店
- 大和村
- 马坜新村
- 中航格澜阳光花园

## 歷史
- 2017年10月28日，隨深圳有軌電車開通而啟用。深圳有軌電車的1號綫（清湖至新瀾）、3號綫（下圍至新瀾）经过此站。[3]。
- 2017年12月28日，取消客流量较少的下围至新澜的运行交路(现场标识为3号线)。并加密1号线的发车间隔至12分钟一班。[4]
- 2018年3月28日，全線提速，班次提升為10分鐘一班[5]。
- 2018年6月28日起，全线第三次压缩行车间隔，行车间隔由之前的10分钟压缩至8分钟。[6]